# Lars Spaak

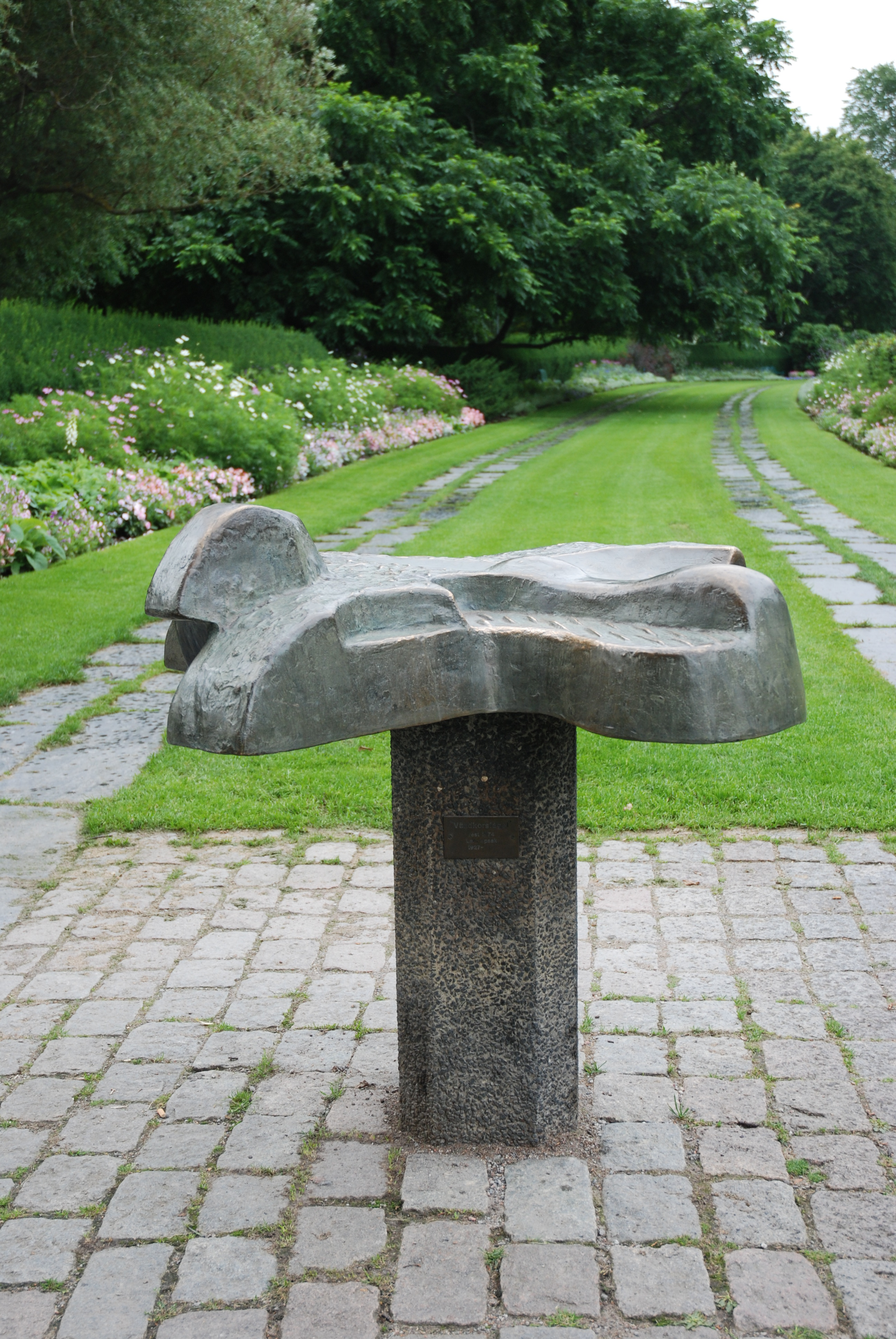
Vändkorsfågel i Örebro

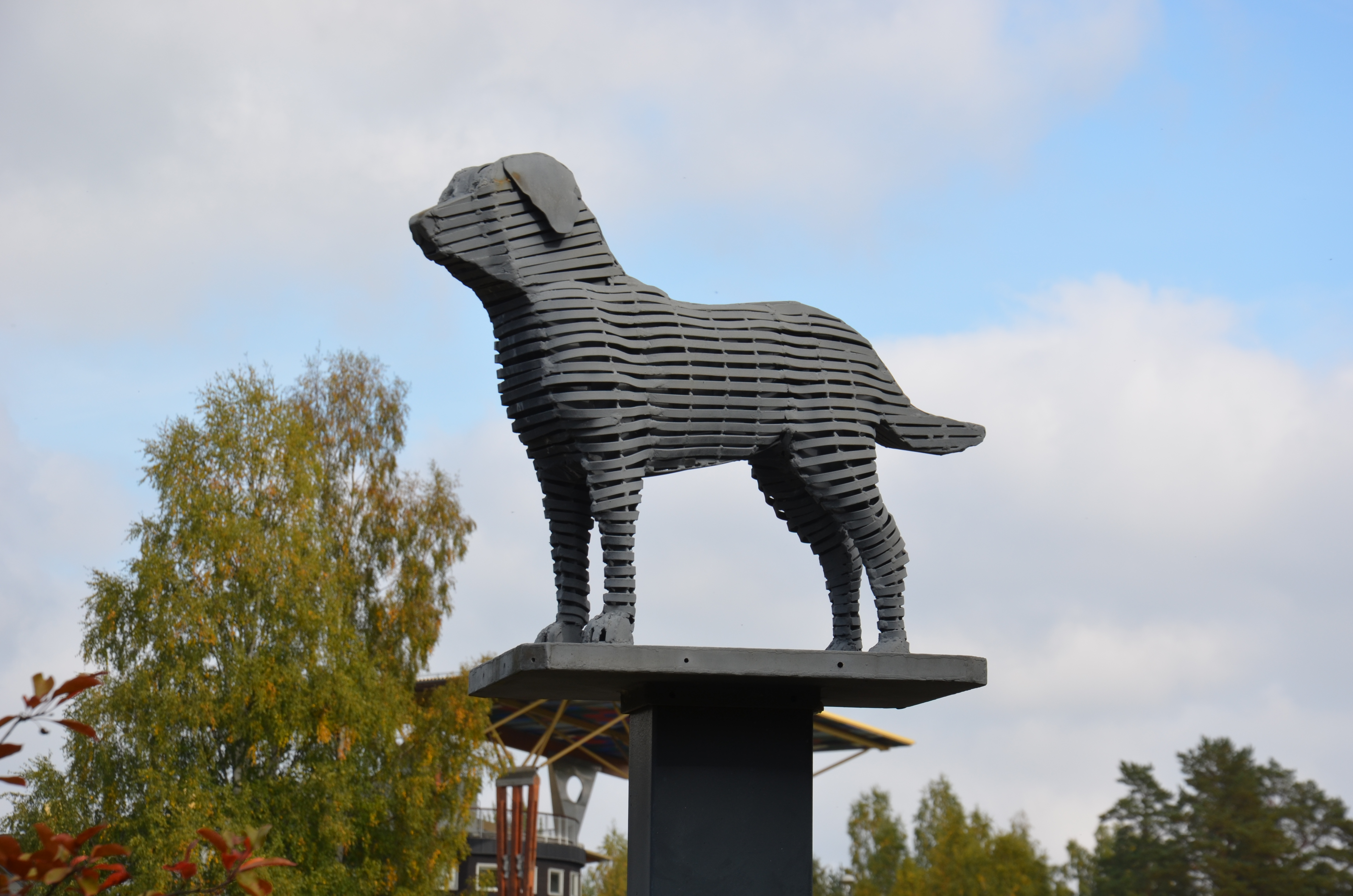
Skulptur i Grythyttan

Lars Oskar Spaak (Spaac), född 15 december 1927 i Stockholm, är en svensk skulptör, målare och tecknare.
Han är son till köpmannen Albert Oscar Spaak och Gunhild Karlsson och från 1948 gift med Vanja Rosali Eriksson. Sonen Torben Spaak föddes 1960. 1979 omgift med Agneta Molund f. Huldt. Dotter Torun född 1981. Spaak studerade vid Grünewalds målarskola 1943–1946 och för Pierre Olofsson vid Académie Libre 1945–1947 samt skulpturstudier vid Lena Börjesons skulpturskola 1947 samt på 1960-talet på Statens institut för hantverk och industri och Kungliga Konsthögskolan i Stockholm. Han har också studerat konsthistoria vid Uppsala universitet 1964–1966. Separat ställde han bland annat ut på Galerie Æsthetica i Stockholm 1956, Sturegalleriet 1957 där han visade målningar med ett konkretist måleri därefter har han ställt ut separat med bildkonst och skulpturer på ett flertal platser i landet. Tillsammans med Lambert Werner ställde han ut i Gävle 1952 och tillsammans med Endel Köks i Karlskoga 1955 samt med Bo Holmlund i Stockholm 1964. Han medverkade i internationella utställningar i bland annat Paris, New York, Bryssel, Ludwigshafen och Nürnberg samt utställningarna aspekt och Stockholmssalongen på Liljevalchs konsthall samt flera utställningar med provinsiell konst arrangerade av Örebro läns konstförening. Spaak är representerad vid Örebro läns museum, Västerås konstmuseum, Kalmar konstmuseum, Örebro läns landsting och Universi-Haus i Nürnberg.

## Offentliga verk i urval
- Högt och lågt, 1965, Norrbyområdet i Örebro
- Dagfångaren, granit, 1966, Karlsdalsområdet i Köping
- Kvartett för små, kvarteret Apeln i Örebro
- Friskulptur och tre reliefer i koppar, 1968, entrén till NP-blocket, regionsjukhuset i Örebro
- Altarkors i slipad mässing, 1968, Längbro kyrka, Örebro
- Vändkorsfågel, brons, 1974, Stadsparken,Örebro.
- Modulskulptur i 13 delar, betong och dansk sjösten, 1979, Banslätt, Huddinge
- Rum i rummet, brons, 1980, Landskrona
- Stenblomma, slipad betong med italiensk marmor samt emaljer, 1981, Västerås
- Porten, brons, 1981, Askersund
- Totempåle, brons på stenfundament, 1980, Bostadsrättsföreningen Lambohov 2, nära Änggårdsskolan i Lambohov i Linköping
- Rum för vindar, brons, 1981, samt utformning av Noltorps torg, Alingsås
- Lek, brons, 1984, Klara Strand på Kungsholmen i Stockholm
- Oasen, fontän i brons och bohusgranit, 1985-86, torget i Bjuv
- Vattentrappa med tio bronskar, 1986-88, Nyby Gård, Uppsala
- Bronspelare, smidesgrenar, palissad, 1986-88, huvudentrén kvarteret Herrevadsbro i Göteborg (tillsammans med Ylva Ljungström)
- Mjölnaren Albert med kvarnsten, brons och granit, 1983, Mölndals torg, Mölndal
- Mor och barn, målat stål, 1990-91, Sala
- Väggrelief i målat stål, 1990-91, Järfälla kommun
- Fantasiträd i aluminium,smidesräcken och grindar, pelarhus i aluminium, 1991-92, Tallboda, Linköping
- friskulpturer samt reliefer, 1993, vid vägtunnel i Grythyttan mellan samhället och Måltidens Hus
- Skulptur i koppar, utanför det tidigare postkontoret i Nora
- Vertical space, Botkyrka kommun
- Blocksten, granit, Skövde